# Sociedad de Gestión de Productores Fonográficos del Paraguay
La Sociedad de Gestión de Productores Fonográficos del Paraguay (SGP) es una organización paraguaya sin ánimo de lucro que representa a los productores e intérpretes fonográficos de todo el país. SGP proporciona listas mensuales de música top 100 y 50 para Paraguay.
El SGP es un miembro asociado de la Federación Internacional de la Industria Fonográfica y también actúa como la agencia nacional de ISRC.

## Listas
La SGP publica cuatro listas de las canciones y artistas más tocados en estaciones de radio seleccionadas, con fines informativos para el público en general que visita su sitio web. El sitio web proporciona las siguientes listas:
- Top 100 Canciones generales
- Top 100 Artistas generales
- Top 50 de Música Nacional
- Top 50 de Artistas Nacionales

## Certificación de grabación musical
SGP es la organización que otorga certificaciones de ventas discográficas en Paraguay. Originalmente, solo se certificaban álbumes, con niveles de certificación de 5000 para el álbum de Oro y 10 000 para el Platino, tanto para artistas nacionales como internacionales. Esas cifras han durado al menos hasta junio de 2013.